# アフザル・ウッダウラ
アフザル・ウッダウラ（ウルドゥー語: افضال الدولہ, Afzal ud-Daula, 1827年10月11日 - 1869年2月26日）は、インドのデカン地方、ニザーム藩王国（ハイダラーバード藩王国）の第8代君主（ニザーム、在位：1857年 - 1869年）。アーサフ・ジャー5世（Asaf Jah V）とも呼ばれる。

## 生涯
1857年5月17日、父である藩王ナーシル・ウッダウラが死亡し、その息子アフザル・ウッダウラが藩王位を継承した。
父藩王が死ぬ1週間前にインド大反乱が発生し、世情は極めて不安定であった。だが、藩王国の宰相サラール・ジャングの手腕により、ニザーム藩王国はイギリス側に味方して援兵を送り、安定を保った。
アフザル・ウッダウラに強く信任された有能な宰相は、1855年に藩王国中央銀行の設立、翌1856年には郵便切手局の設立および小作農民の経済状況改善を目的とした農民ローン基金の設立など、藩王国の改革を推し進めた。
また、藩王自身は非常に宗教心に篤く、イスラームの教義に則る形で禁酒法を発布して、首都ハイダラーバードから酒類を一掃した。
1869年2月26日、42歳で死去。メッカ・マスジドの藩王家の墓に埋葬された。息子のマフブーブ・アリー・ハーンが藩王位を継承した。